# Stephansplatz (metropolitana di Amburgo)
La stazione di Stephansplatz è una stazione della metropolitana di Amburgo, sulla linea U1.